# Josefine Joseffy

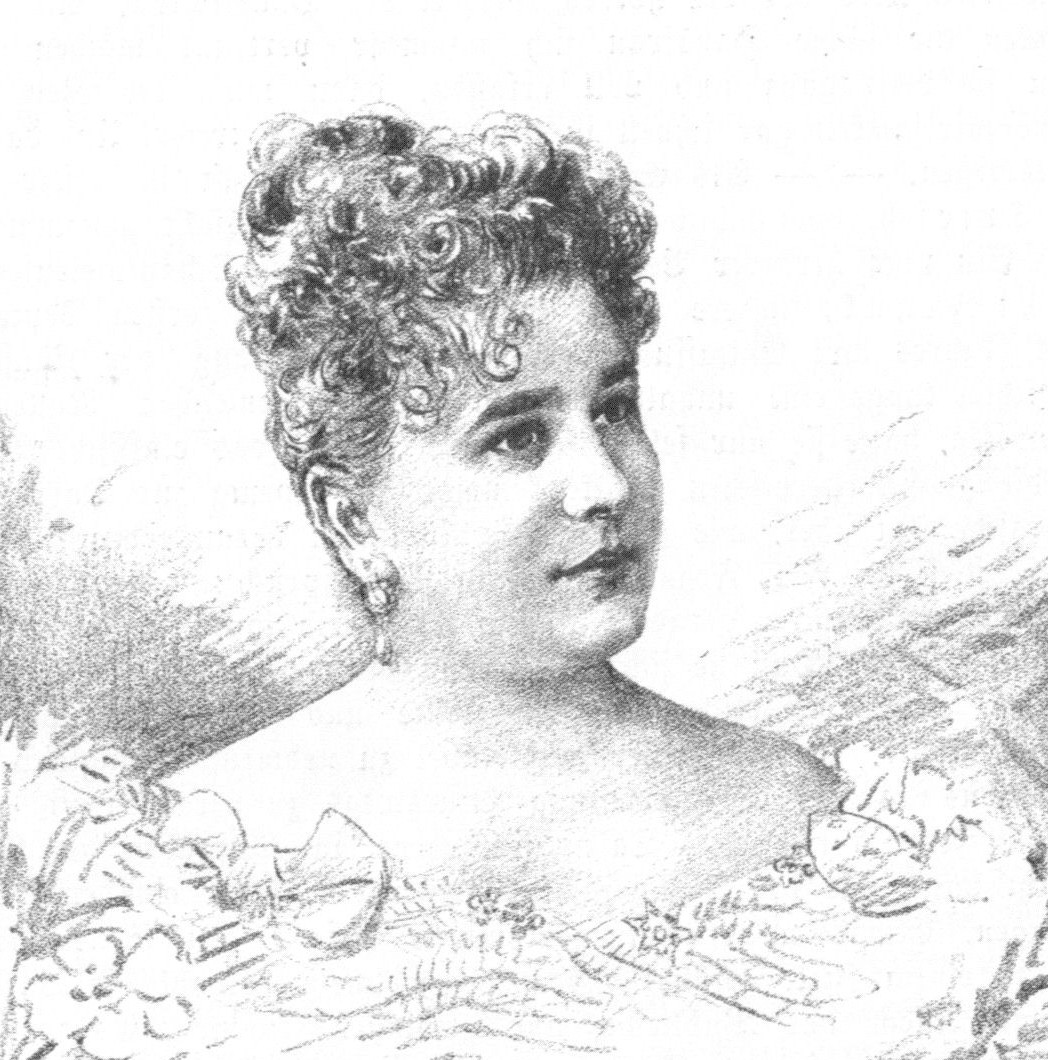
Josefine Joseffy im Jahre 1898

Josefine Joseffy bzw. Josephi (eigentlich Josefa Labaj; * 13. Februar 1867 in Wien; † 12. Dezember 1961 ebenda) war eine österreichische Schauspielerin sowohl beim Theater als auch beim Stummfilm.

## Leben und Wirken
Die Tochter des Schleifers Paul Labaj und seiner nachmaligen Gattin Anna Tauber begann ihre schauspielerische Tätigkeit in Teschen. 1889 wurde sie bei der Gründung des Deutschen Volkstheaters nach Wien engagiert. Sie wirkte dort zunächst im jugendlichen Fach, später auch in dem der ernsten Mütter. Kurze Intermezzi führten sie 1891 nach Czernowitz und 1893 nach Marburg an der Drau. 1905 wechselte sie vom Deutschen Volkstheater an das Theater in der Josefstadt, dem sie bis zum Ende des Ersten Weltkriegs die Treue halten sollte. 1910/11 trat sie zusätzlich am Stadttheater Krems an der Donau auf, 1915/16 am Kurtheater der kaiserlichen Sommerresidenz Bad Ischl. Ab 1919 war sie an verschiedenen Wiener Theatern zu sehen, so am Stadttheater, am Lustspieltheater und an der Renaissancebühne. Gastspiele führten sie u. a. an das Berliner Thalia-Theater. Von ihren Rollen seien jene der armen Frau in Margarete Langkammers Volksstück Gefallene Engel, der Frau Kutschenreiter in Karl Costas und Carl Millöckers Posse Ein Blitzmädel sowie der Crescenz in Ludwig Anzengrubers Meineidbauer erwähnt. Joseffy spielte neben Müttern und Salondamen auch resche Dienstmädchen und fesche Bauerndirndln.
Zwischen 1914 und 1926 verkörperte Josefine Joseffy Nebenrollen in einem guten Dutzend österreichischer Stummfilme, hauptsächlich unter der Regie von Jakob Fleck und Luise Kolm. Um 1930 zog sie sich von Bühne und Film zurück.
Josefine Joseffy starb Ende 1961 hochbetagt in ihrer Wohnung in der Lerchenfelder Straße, wo sie mehr als 50 Jahre gelebt hatte, und wurde im Urnenhain der Feuerhalle Simmering beigesetzt.

## Filmografie
- 1914: Frau Gertrud Namenlos
- 1914: Hedi und Edi (Kurzfilm)
- 1914: Der Storch ist tot
- 1916: Mit Gott für Kaiser und Reich
- 1917: Der Verschwender
- 1917: Der Schandfleck
- 1917: Der Doppelselbstmord
- 1918: Tiefland
- 1919: Die Stimme des Gewissens
- 1919: Stahl und Stein[5]
- 1920: Die Frau in Weiß[6]
- 1920: Verschneit
- 1920: Wie Satan starb
- 1920: Lasset die Kleinen zu mir kommen
- 1920: …die da sterben, wenn sie lieben…
- 1926: Der Meineidbauer